# VfL Bochum/Saison 2023/24
Dieser Artikel beschreibt den Verlauf der Saison 2023/24 des VfL Bochum. Der Klub trat in der Saison in der Bundesliga an und erreichte Platz 16. In der Relegation gelang der Mannschaft der Klassenerhalt. Im DFB-Pokal schied die Mannschaft in der ersten Runde gegen den Drittligisten Arminia Bielefeld nach Elfmeterschießen aus.

## Personalien

### Kader 2023/24
- Stand: 31. Januar 2024[1]

| Nr.        | Nat.           | Name                    | Geburtstag    | Im Verein seit | letzter Verein             |
| Torhüter   |                |                         |               |                |                            |
| 01         | Deutschland    | Manuel Riemann          | 9. Sep. 1988  | 2015           | SV Sandhausen              |
| 16         | Deutschland    | Andreas Luthe           | 10. März 1987 | 2024           | 1. FC Kaiserslautern       |
| 21         | Deutschland    | Michael Esser           | 22. Nov. 1987 | 2021           | Hannover 96                |
| 23         | Deutschland    | Niclas Thiede           | 14. Apr. 1999 | 2023           | SC Verl                    |
| Abwehr     |                |                         |               |                |                            |
| 02         | Costa Rica     | Cristian Gamboa MR      | 24. Okt. 1989 | 2019           | Celtic Glasgow             |
| 03         | Brasilien      | Danilo Soares           | 29. Okt. 1991 | 2017           | TSG 1899 Hoffenheim        |
| 04         | Serbien        | Erhan Mašović           | 20. Nov. 1998 | 2020           | FC Brügge                  |
| 05         | Brasilien      | Bernardo                | 14. Mai 1995  | 2023           | FC Red Bull Salzburg       |
| 14         | Deutschland    | Tim Oermann             | 6. Okt. 2003  | 2012           | Sportfreunde Altenbochum J |
| 15         | Deutschland    | Felix Passlack          | 29. Mai 1998  | 2023           | Borussia Dortmund          |
| 20         | Ukraine        | Iwan Ordez MR           | 8. Juli 1992  | 2022           | Dynamo Moskau              |
| 25         | Deutschland    | Mohammed Tolba U19      | 18. Juni 2004 | 2015           | Essener SG 99/06 J         |
| 30         | Deutschland    | Moritz Römling          | 30. Apr. 2001 | 2014           | FSV Witten J               |
| 31         | Deutschland    | Keven Schlotterbeck a.  | 28. Apr. 1997 | 2023           | SC Freiburg                |
| 32         | Deutschland    | Maximilian Wittek       | 21. Aug. 1995 | 2023           | Vitesse Arnheim            |
| 41         | Schweiz        | Noah Loosli             | 23. Jan. 1997 | 2023           | Grasshopper Club Zürich    |
| Mittelfeld |                |                         |               |                |                            |
| 06         | Deutschland    | Patrick Osterhage       | 1. Feb. 2000  | 2021           | Borussia Dortmund II       |
| 07         | Osterreich     | Kevin Stöger MR         | 27. Aug. 1993 | 2022           | 1. FSV Mainz 05            |
| 08         | Frankreich     | Anthony Losilla MR      | 10. März 1986 | 2014           | Dynamo Dresden             |
| 10         | Deutschland    | Philipp Förster         | 4. Feb. 1995  | 2022           | VfB Stuttgart              |
| 11         | Japan          | Takuma Asano            | 10. Nov. 1994 | 2021           | FK Partizan Belgrad        |
| 13         | Deutschland    | Lukas Daschner          | 1. Okt. 1998  | 2023           | FC St. Pauli               |
| 17         | Nordmazedonien | Agon Elezi              | 1. März 2001  | 2024           | NK Varaždin                |
| 19         | Slowakei       | Matúš Bero              | 6. Sep. 1995  | 2023           | Vitesse Arnheim            |
| 27         | Deutschland    | Moritz Kwarteng         | 28. Apr. 1998 | 2023           | 1. FC Magdeburg            |
| Angriff    |                |                         |               |                |                            |
| 09         | Portugal       | Gonçalo Paciência a.    | 1. Aug. 1994  | 2023           | Celta Vigo                 |
| 22         | Ghana          | Christopher Antwi-Adjei | 7. Feb. 1994  | 2021           | SC Paderborn 07            |
| 29         | Deutschland    | Moritz Broschinski      | 23. Sep. 2000 | 2023           | Borussia Dortmund II       |
| 33         | Deutschland    | Philipp Hofmann MR      | 30. März 1993 | 2022           | Karlsruher SC              |

#### Transfers der Saison 2023/24
Stand: 31. Januar 2024
| Zugänge | Abgänge |
| Sommer 2023 | Sommer 2023 |
| --- | --- |
| - Bernardo (FC Red Bull Salzburg) - Matúš Bero (Vitesse Arnheim) - Lukas Daschner (FC St. Pauli) - Luis Hartwig (SKN St. Pölten) w.a. - Moritz Kwarteng (1. FC Magdeburg) - Lys Mousset (Olympique Nîmes) w.a. - Noah Loosli (Grasshopper Club Zürich) - Tim Oermann (Wolfsberger AC) w.a. - Felix Passlack (Borussia Dortmund) - Moritz Römling (Rot-Weiss Essen) w.a. - Niclas Thiede (SC Verl) | - Silvère Ganvoula (BSC Young Boys) - Jacek Góralski (Wieczysta Kraków) - Paul Grave (Wuppertaler SV) a. - Dominique Heintz (1. FC Union Berlin) w.a. - Gerrit Holtmann (Antalyaspor) a. - Saidy Janko (Real Valladolid) w.a. - Marko Johansson (Hamburger SV) w.a. - Pierre Kunde (Olympiakos Piräus) w.⁠a. - Vasilios Lampropoulos (OFI Kreta) - Keven Schlotterbeck (SC Freiburg) w.a. - Konstantinos Stafylidis (Ziel unbekannt) |
| nach Saisonbeginn | |
| - Gonçalo Paciência (Celta Vigo) a. - Keven Schlotterbeck (SC Freiburg) a. - Maximilian Wittek (Vitesse Arnheim) | - Luis Hartwig (KV Ostende) - Simon Zoller (FC St. Pauli) |
| Winter 2023/24 | |
| - Gerrit Holtmann (Antalyaspor) w.a. - Andreas Luthe (1. FC Kaiserslautern) - Agon Elezi (NK Varaždin) | - Gerrit Holtmann (SV Darmstadt 98) a. - Lys Mousset (Vertragsauflösung, Ziel unbekannt) - Jordi Osei-Tutu (PAS Giannina) a. - Mats Pannewig (SC Wiedenbrück) a. |

### Sportliche Leitung und Vereinsführung
| Name                                                                     | Funktion                              |
| Trainer- und Betreuerstab                                                |                                       |
| Thomas Letsch (bis 08.04.2024) Heiko Butscher (interim, seit 09.04.2024) | Cheftrainer                           |
| Jan Fießer (bis 08.04.2024)                                              | Co-Trainer                            |
| Markus Feldhoff                                                          | Co-Trainer                            |
| Peter Greiber                                                            | Torwarttrainer                        |
| Lukas Kern                                                               | Athletiktrainer                       |
| Marius Kirmse                                                            | Athletiktrainer                       |
| Benedikt Oppenhäuser                                                     | Rehatrainer                           |
| Geschäftsführung und Organisation                                        |                                       |
| Ilja Kaenzig                                                             | Geschäftsführer Finanzen und Sprecher |
| Patrick Fabian                                                           | Geschäftsführer Sport                 |
| Marc Lettau                                                              | Sportdirektor                         |
| Hannes Hahn                                                              | Teammanager                           |
| Präsidium/Vorstand                                                       |                                       |
| Hans-Peter Villis                                                        | Vorstandsvorsitzender                 |
| Uwe Tigges                                                               | stellv. Vorstandsvorsitzender         |
| Martin Volpers                                                           | stellv. Vorstandsvorsitzender         |
| Andreas Eickhoff                                                         | Mitglied des Präsidiums               |
| Franz-Josef Tenhagen                                                     | Mitglied des Präsidiums               |
| Dr. Christina Reinhardt                                                  | Mitglied des Präsidiums               |
| Volker Goldmann                                                          | Mitglied des Präsidiums               |

## Spielkleidung
| Heim | Auswärts | Alternativ |

## Saison
Alle Ergebnisse aus Sicht des VfL Bochum.
Die Tabelle listet alle Bundesligaspiele des Vereins der Saison 2023/24 auf. Siege sind grün, Unentschieden gelb und Niederlagen rot markiert.

### Bundesliga
| ST | Datum              | Gegner                   | Ort                                       | Ergebnis  | Tor(e) des VfL Bochum                                                             |
| -- | ------------------ | ------------------------ | ----------------------------------------- | --------- | --------------------------------------------------------------------------------- |
| 01 | 19. August 2023    | VfB Stuttgart            | Mercedes-Benz Arena, Stuttgart            | 0:5 (0:2) |                                                                                   |
| 02 | 26. August 2023    | Borussia Dortmund        | Ruhrstadion, Bochum                       | 1:1 (1:0) | 1:0 Stöger (13.)                                                                  |
| 03 | 02. September 2023 | FC Augsburg              | WWK-Arena, Augsburg                       | 2:2 (1:1) | 1:1 Asano (45.+3'), 2:2 Asano (64.)                                               |
| 04 | 16. September 2023 | Eintracht Frankfurt      | Ruhrstadion, Bochum                       | 1:1 (0:0) | 1:1 Stöger (74., Foulelfmeter)                                                    |
| 05 | 23. September 2023 | FC Bayern München        | Allianz Arena, München                    | 0:7 (0:4) |                                                                                   |
| 06 | 30. September 2023 | Borussia Mönchengladbach | Ruhrstadion, Bochum                       | 1:3 (0:3) | 1:3 Losilla (68.)                                                                 |
| 07 | 07. Oktober 2023   | RB Leipzig               | Red Bull Arena, Leipzig                   | 0:0       |                                                                                   |
| 08 | 21. Oktober 2023   | SC Freiburg              | Europa-Park-Stadion, Freiburg             | 1:2 (1:2) | 1:0 Paciência (15.)                                                               |
| 09 | 28. Oktober 2023   | 1. FSV Mainz 05          | Ruhrstadion, Bochum                       | 2:2 (1:0) | 1:0 Stöger (21., Foulelfmeter), 2:1 K. Schlotterbeck (82.)                        |
| 10 | 03. November 2023  | SV Darmstadt 98          | Merck-Stadion am Böllenfalltor, Darmstadt | 2:1 (1:1) | 1:0 Asano (25.), 2:1 Asano (54.)                                                  |
| 11 | 11. November 2023  | 1. FC Köln               | Ruhrstadion, Bochum                       | 1:1 (1:0) | 1:0 Daschner (25.)                                                                |
| 12 | 25. November 2023  | 1. FC Heidenheim         | Voith-Arena, Heidenheim                   | 0:0       |                                                                                   |
| 13 | 02. Dezember 2023  | VfL Wolfsburg            | Ruhrstadion, Bochum                       | 3:1 (2:1) | 1:0 Osterhage (19.), 2:0 Bernardo (39.), 3:1 Antwi-Adjei (87.)                    |
| 14 | 08. Dezember 2023  | TSG 1899 Hoffenheim      | PreZero-Arena, Sinsheim                   | 1:3 (0:2) | 1:3 Paciência (90.)                                                               |
| 15 | 16. Dezember 2023  | 1. FC Union Berlin       | Ruhrstadion, Bochum                       | 3:0 (1:0) | 1:0 Asano (45.+5'), 2:0 Paciência (54.), 3:0 Stöger (77., Foulelfmeter)           |
| 16 | 20. Dezember 2023  | Bayer 04 Leverkusen      | BayArena, Leverkusen                      | 0:4 (0:3) |                                                                                   |
| 17 | 14. Januar 2024    | Werder Bremen            | Ruhrstadion, Bochum                       | 1:1 (0:0) | 1:0 Osterhage (64.)                                                               |
| 18 | 20. Januar 2024    | VfB Stuttgart            | Ruhrstadion, Bochum                       | 1:0 (0:0) | 1:0 Bero (50.)                                                                    |
| 19 | 28. Januar 2024    | Borussia Dortmund        | Westfalenstadion, Dortmund                | 1:3 (1:1) | 1:1 N. Schlotterbeck (45.)                                                        |
| 20 | 03. Februar 2024   | FC Augsburg              | Ruhrstadion, Bochum                       | 1:1 (1:0) | 1:0 Broschinski (33.)                                                             |
| 21 | 10. Februar 2024   | Eintracht Frankfurt      | Commerzbank-Arena, Frankfurt am Main      | 1:1 (1:1) | 1:1 Broschinski (17.)                                                             |
| 22 | 18. Februar 2024   | FC Bayern München        | Ruhrstadion, Bochum                       | 3:2 (2:1) | 1:1 Asano (38.), 2:1 K. Schlotterbeck (44.), 3:1 Stöger (78., Foulelfmeter)       |
| 23 | 24. Februar 2024   | Borussia Mönchengladbach | Borussia-Park, Mönchengladbach            | 2:5 (0:2) | 1:3 Hofmann (75.), 2:4 K. Schlotterbeck (88.)                                     |
| 24 | 02. März 2024      | RB Leipzig               | Ruhrstadion, Bochum                       | 1:4 (1:1) | 1:0 Wittek (7.)                                                                   |
| 25 | 09. März 2024      | SC Freiburg              | Ruhrstadion, Bochum                       | 1:2 (0:1) | 1:2 Ordez (72.)                                                                   |
| 26 | 16. März 2024      | 1. FSV Mainz 05          | Mewa Arena, Mainz                         | 0:2 (0:1) |                                                                                   |
| 27 | 31. März 2024      | SV Darmstadt 98          | Ruhrstadion, Bochum                       | 2:2 (1:0) | 1:0 Hofmann (30.), 2:0 Hofmann (48.)                                              |
| 28 | 06. April 2024     | 1. FC Köln               | Rheinenergiestadion, Köln                 | 1:2 (0:0) | 1:0 Passlack (53.)                                                                |
| 29 | 13. April 2024     | 1. FC Heidenheim         | Ruhrstadion, Bochum                       | 1:1 (0:0) | 1:1 K. Schlotterbeck (90.)                                                        |
| 30 | 20. April 2024     | VfL Wolfsburg            | Volkswagen-Arena, Wolfsburg               | 0:1 (0:1) |                                                                                   |
| 31 | 26. April 2024     | TSG 1899 Hoffenheim      | Ruhrstadion, Bochum                       | 3:2 (2:0) | 1:0 Stöger (34.), 2:0 Passlack (45.+2'), 3:0 Stöger (64.)                         |
| 32 | 05. Mai 2024       | 1. FC Union Berlin       | Stadion An der Alten Försterei, Berlin    | 4:3 (3:0) | 1:0 Wittek (16.), 2:0 Wittek (31.), 3:0 K. Schlotterbeck (37.), 4:2 Hofmann (70.) |
| 33 | 12. Mai 2024       | Bayer 04 Leverkusen      | Ruhrstadion, Bochum                       | 0:5 (0:2) |                                                                                   |
| 34 | 18. Mai 2024       | Werder Bremen            | Weserstadion, Bremen                      | 1:4 (0:1) | 1:3 Antwi-Adjei (85.)                                                             |

### Abschlusstabelle
| Pl.                    | Verein                   | Sp. | S | U  | N  | Tore    | Diff. | Punkte |
| ---------------------- | ------------------------ | --- | - | -- | -- | ------- | ----- | ------ |
| 14.                    | Borussia Mönchengladbach | 34  | 7 | 13 | 14 | 056:670 | −11   | 34     |
| 15.                    | 1. FC Union Berlin       | 34  | 9 | 6  | 19 | 033:580 | −25   | 33     |
| 16.                    | VfL Bochum               | 34  | 7 | 12 | 15 | 042:740 | −32   | 33     |
| 17.                    | 1. FC Köln               | 34  | 5 | 12 | 17 | 028:600 | −32   | 27     |
| 18.                    | SV Darmstadt 98 (N)      | 34  | 3 | 8  | 23 | 030:860 | −56   | 17     |
| Stand: nach Saisonende |                          |     |   |    |    |         |       |        |

| Zum Saisonende 2023/24:                                                                                                  |
| Teilnehmer an den Relegationsspielen gegen den Drittplatzierten der 2. Bundesliga Absteiger in die 2. Bundesliga 2024/25 |

### Relegation
Die beiden Relegationsspiele zwischen dem 16. der Bundesliga, dem VfL Bochum, und dem Dritten der 2. Bundesliga, Fortuna Düsseldorf, wurden am 23. und 27. Mai 2024 ausgetragen.
| Datum        |                    | Ergebnis             |                    |
| ------------ | ------------------ | -------------------- | ------------------ |
| 23. Mai 2024 | VfL Bochum         | 0:3 (0:1)            | Fortuna Düsseldorf |
| 27. Mai 2024 | Fortuna Düsseldorf | 0:3 n. V. (0:3, 0:1) | VfL Bochum         |
| Gesamt:      | VfL Bochum         | 3:3 (6:5 i. E.)      | Fortuna Düsseldorf |

#### Hinspiel
| VfL Bochum                            | VfL Bochum | Fortuna Düsseldorf | Fortuna Düsseldorf |
| ------------------------------------- | --- | --- | ------------------ |
| VfL Bochum                            | \| Donnerstag, 23. Mai 2024 um 20:30 Uhr \| \| Ergebnis: 0:3 (0:1) \| \| Zuschauer: 26.000 \| \| Schiedsrichter: Robert Schröder \| | \| Donnerstag, 23. Mai 2024 um 20:30 Uhr \| \| Ergebnis: 0:3 (0:1) \| \| Zuschauer: 26.000 \| \| Schiedsrichter: Robert Schröder \| | Fortuna Düsseldorf |
| VfL Bochum                            | Andreas Luthe – Felix Passlack, Iwan Ordez, Keven Schlotterbeck, Bernardo – Patrick Osterhage (63. Anthony Losilla), Matúš Bero (80. Lukas Daschner), Takuma Asano (62. Moritz Broschinski), Kevin Stöger , Maximilian Wittek (72. Christopher Antwi-Adjei) – Philipp Hofmann (72. Gonçalo Paciência) Cheftrainer: Heiko Butscher | Florian Kastenmeier – Matthias Zimmermann, Tim Oberdorf, Jordy de Wijs, Emmanuel Iyoha – Ao Tanaka, Felix Klaus (87. Jona Niemiec), Yannik Engelhardt (87. Takashi Uchino), Marcel Sobottka (80. Ísak Jóhannesson), Christos Tzolis (87. Shinta Appelkamp) – Vincent Vermeij (85. Christoph Daferner) Cheftrainer: Daniel Thioune | Fortuna Düsseldorf |
| VfL Bochum                            | 0:1 P. Hofmann (13.) 0:2 Klaus (64.) 0:3 Engelhardt (72.) | | Fortuna Düsseldorf |
| VfL Bochum                            | Bernardo (71.), Losilla (90.+3') | | Fortuna Düsseldorf |
| Donnerstag, 23. Mai 2024 um 20:30 Uhr | | |                    |
| Ergebnis: 0:3 (0:1)                   | | |                    |
| Zuschauer: 26.000                     | | |                    |
| Schiedsrichter: Robert Schröder       | | |                    |

#### Rückspiel
| Fortuna Düsseldorf                        | Fortuna Düsseldorf | VfL Bochum | VfL Bochum |
| ----------------------------------------- | --- | --- | ---------- |
| Fortuna Düsseldorf                        | \| Montag, 27. Mai 2024 um 20:30 Uhr \| \| Ergebnis: 0:3 n. V. (0:3, 0:1), 5:6 i. E. \| \| Zuschauer: 51.500 \| \| Schiedsrichter: Deniz Aytekin \| | \| Montag, 27. Mai 2024 um 20:30 Uhr \| \| Ergebnis: 0:3 n. V. (0:3, 0:1), 5:6 i. E. \| \| Zuschauer: 51.500 \| \| Schiedsrichter: Deniz Aytekin \| | VfL Bochum |
| Fortuna Düsseldorf                        | Florian Kastenmeier – Matthias Zimmermann, Tim Oberdorf, Jordy de Wijs (97. André Hoffmann), Emmanuel Iyoha – Yannik Engelhardt, Marcel Sobottka (83. Takashi Uchino), Felix Klaus (75. Jona Niemiec), Ao Tanaka (75. Ísak Jóhannesson), Christos Tzolis – Vincent Vermeij (82. Christoph Daferner) Cheftrainer: Daniel Thioune | Andreas Luthe – Tim Oermann (59. Noah Loosli), Iwan Ordez, Keven Schlotterbeck, Maximilian Wittek – Matúš Bero, Anthony Losilla (99. Erhan Mašović), Felix Passlack (59. Takuma Asano), Kevin Stöger, Lukas Daschner (82. Patrick Osterhage) – Philipp Hofmann (91. Gonçalo Paciência) Cheftrainer: Heiko Butscher | VfL Bochum |
| Fortuna Düsseldorf                        | 0:1 P. Hofmann (18.) 0:2 P. Hofmann (66.) 0:3 Stöger (70., Handelfmeter) | | VfL Bochum |
| Fortuna Düsseldorf                        | Elfmeterschießen | | VfL Bochum |
| Fortuna Düsseldorf                        | Luthe hält gegen A. Hoffmann 1:2 Jóhannesson 2:2 Engelhardt 3:3 Oberdorf 4:4 Tzolis 5:5 Niemiec Uchino schießt über das Tor | 0:1 Paciência 0:2 Bero Kastenmeier hält gegen Mašović 2:3 Asano 3:4 Stöger 4:5 K. Schlotterbeck 5:6 Wittek | VfL Bochum |
| Fortuna Düsseldorf                        | Engelhardt (103.) | P. Hoffmann (6.), Oermann (8.), Wittek (39.), Butscher (79.), Mašović (106.) | VfL Bochum |
| Montag, 27. Mai 2024 um 20:30 Uhr         | | |            |
| Ergebnis: 0:3 n. V. (0:3, 0:1), 5:6 i. E. | | |            |
| Zuschauer: 51.500                         | | |            |
| Schiedsrichter: Deniz Aytekin             | | |            |

### DFB-Pokal
Die Tabelle listet alle Spiele des Vereins im DFB-Pokal der Saison 2023/24 auf. Siege sind grün und Niederlagen rot markiert.
| Runde | Datum           | Gegner            | Ort                    | Ergebnis                  | Tor(e) für den VfL Bochum               |
| ----- | --------------- | ----------------- | ---------------------- | ------------------------- | --------------------------------------- |
| 1     | 12. August 2023 | Arminia Bielefeld | SchücoArena, Bielefeld | 3:6 n. E. (2:2; 2:2; 1:2) | 1:2 Asano (45.+2'), 2:2 Zoller (90.+1') |

### Test- und Freundschaftsspiele
Diese Tabelle führt die ausgetragenen Freundschaftsspiele auf.
| Datum              | Gegner             | Ort                                 | Ergebnis    | Tor(e) für den VfL Bochum |
| ------------------ | ------------------ | ----------------------------------- | ----------- | --- |
| 11. Juli 2023      | Kickers Emden      | Stadion Stefansbachtal, Gevelsberg  | 9:2 (2:2)   | 1:0 Zoller (10.), 2:0 Broschinski (21.), 3:2 Oermann (49.), 4:2 Hofmann (50.), 5:2 Stöger (56., Elfmeter), 6:2 Hofmann (58.), 7:2 Holtmann (81.), 8:2 Osei-Tutu (84.), 9:2 Antwi-Adjei (85.) |
| 15. Juli 2023      | SC Verl            | Sportclub Arena, Verl               | 1:3 (1:1)   | 1:0 Gamboa (4.) |
| 21. Juli 2023      | Fortuna Düsseldorf | Paul-Janes-Stadion, Düsseldorf      | 1:3 (0:1)   | 1:2 Broschinski (79.) |
| 26. Juli 2023      | Spezia Calcio      | Sportplatz Klaus Seebacher, Brixen  | 3:4 (1:0) a | 1:0 Daschner (26.), 2:1 Mašović (59.), 3:1 Hofmann (67.) |
| 29. Juli 2023      | Parma Calcio 1913  | Sportplatz Klaus Seebacher, Brixen  | 0:1 (0:0)   | |
| 05. August 2023    | Luton Town         | Ruhrstadion                         | 2:1 (1:1)   | 1:0 Stöger (9.), 2:1 Asano (51.) |
| 05. August 2023    | Luton Town         | Ruhrstadion                         | 1:3 (1:1)   | 1:1 Bero (17.) |
| 07. September 2023 | VV St. Truiden     | Leichtathletikplatz am Ruhrstadion  | 1:1 (0:0)   | 1:1 Loosli (87.) |
| 12. Oktober 2023   | Hannover 96        | Leichtathletikplatz am Ruhrstadion  | 1:3 (0:2)   | 1:2 Broschinski (75.) |
| 15. November 2023  | BV De Graafschap   | Stadion De Vijverberg, Doetinchem   | 2:1 (1:1)   | 1:0 Broschinski (4.), 2:1 Hofmann (82.) |
| 06. Januar 2024    | FC Groningen       | Leichtathletikplatz am Ruhrstadion  | 2:1 (0:0)   | 1:0 Kwarteng (62.), 2:1 Broschinski (84.) |
| 07. Januar 2024    | Vitesse Arnheim    | Ruhrstadion                         | 2:0 (1:0)   | 1:0 K. Schlotterbeck (6.), 2:0 K. Schlotterbeck (79.) |
| 21. Januar 2024    | 1. FC Köln         | Franz-Kremer-Stadion, Köln          | 2:0 (1:0)   | 1:0 Hofmann (38.), 2:0 Daschner (84.) |
| 20. März 2024      | FC Twente Enschede | FC Twente/Heracles Academy, Hengelo | 2:0 (1:0)   | 1:0 Wittek (10.), 2:0 Passlack (90.) |

## Statistiken

### Saisonverlauf
| Spieltag | 1  | 2  | 3  | 4  | 5  | 6  | 7  | 8  | 9  | 10 | 11 | 12 | 13 | 14 | 15 | 16 | 17 | 18 | 19 | 20 | 21 | 22 | 23 | 24 | 25 | 26 | 27 | 28 | 29 | 30 | 31 | 32 | 33 | 34 |
| -------- | -- | -- | -- | -- | -- | -- | -- | -- | -- | -- | -- | -- | -- | -- | -- | -- | -- | -- | -- | -- | -- | -- | -- | -- | -- | -- | -- | -- | -- | -- | -- | -- | -- | -- |
| Spielort | A  | H  | A  | H  | A  | H  | A  | A  | H  | A  | H  | A  | H  | A  | H  | A  | H  | H  | A  | H  | A  | H  | A  | H  | H  | A  | H  | A  | H  | A  | H  | A  | H  | A  |
| Resultat | N  | U  | U  | U  | N  | N  | U  | N  | U  | S  | U  | U  | S  | N  | S  | N  | U  | S  | N  | U  | U  | S  | N  | N  | N  | N  | U  | N  | U  | N  | S  | S  | N  | N  |
| Platz    | 18 | 14 | 13 | 13 | 14 | 16 | 16 | 17 | 16 | 14 | 14 | 14 | 12 | 14 | 13 | 14 | 14 | 14 | 14 | 14 | 14 | 11 | 15 | 15 | 15 | 15 | 15 | 15 | 15 | 16 | 15 | 14 | 14 | 16 |

Legende: Spielort: H = Heim; A = Auswärts. Resultat: S = Sieg; U = Unentschieden; N = Niederlage

### Spielerstatistiken
| Spieler                 | Bundesliga | Bundesliga | Bundesliga  | Bundesliga | DFB-Pokal | DFB-Pokal | DFB-Pokal   | DFB-Pokal  | Total    | Total | Total       | Total      |
| Spieler                 | Einsätze   | Tore       | Gelbe Karte | Rote Karte | Einsätze  | Tore      | Gelbe Karte | Rote Karte | Einsätze | Tore  | Gelbe Karte | Rote Karte |
| ----------------------- | ---------- | ---------- | ----------- | ---------- | --------- | --------- | ----------- | ---------- | -------- | ----- | ----------- | ---------- |
| Christopher Antwi-Adjei | 25         | 2          | 5           | 0          | 1         | 0         | 0           | 0          | 26       | 2     | 5           | 0          |
| Takuma Asano            | 29         | 6          | 2           | 0          | 1         | 1         | 0           | 0          | 30       | 7     | 2           | 0          |
| Bernardo                | 33         | 1          | 9           | 0          | 1         | 0         | 0           | 0          | 34       | 1     | 9           | 0          |
| Matúš Bero              | 24         | 1          | 6           | 0          | 1         | 0         | 1           | 0          | 25       | 1     | 7           | 0          |
| Moritz Broschinski      | 26         | 2          | 4           | 0          | 1         | 0         | 0           | 0          | 27       | 2     | 4           | 0          |
| Lukas Daschner          | 20         | 1          | 2           | 0          | 1         | 0         | 0           | 0          | 21       | 1     | 2           | 0          |
| Philipp Förster         | 13         | 0          | 1           | 0          | 0         | 0         | 0           | 0          | 13       | 0     | 1           | 0          |
| Cristian Gamboa         | 22         | 0          | 7           | 0          | 1         | 0         | 0           | 0          | 23       | 0     | 7           | 0          |
| Philipp Hofmann         | 29         | 4          | 1           | 0          | 1         | 0         | 0           | 0          | 30       | 4     | 1           | 0          |
| Moritz Kwarteng         | 11         | 0          | 1           | 1          | 0         | 0         | 0           | 0          | 11       | 0     | 1           | 1          |
| Noah Loosli             | 10         | 0          | 1           | 0          | 0         | 0         | 0           | 0          | 10       | 0     | 1           | 0          |
| Anthony Losilla         | 31         | 1          | 10          | 0          | 1         | 0         | 0           | 0          | 32       | 1     | 10          | 0          |
| Andreas Luthe           | 1          | 0          | 0           | 0          | 0         | 0         | 0           | 0          | 1        | 0     | 0           | 0          |
| Erhan Mašović           | 29         | 0          | 7           | 0          | 1         | 0         | 1           | 0          | 30       | 0     | 8           | 0          |
| Tim Oermann             | 16         | 0          | 2           | 0          | 0         | 0         | 0           | 0          | 16       | 0     | 2           | 0          |
| Iwan Ordez              | 24         | 1          | 4           | 0          | 1         | 0         | 0           | 0          | 25       | 1     | 4           | 0          |
| Patrick Osterhage       | 24         | 2          | 5           | 0          | 1         | 0         | 0           | 0          | 25       | 2     | 5           | 0          |
| Gonçalo Paciência       | 19         | 3          | 2           | 0          | 0         | 0         | 0           | 0          | 19       | 3     | 2           | 0          |
| Felix Passlack          | 15         | 2          | 2           | 1          | 1         | 0         | 0           | 0          | 16       | 2     | 2           | 1          |
| Manuel Riemann          | 33         | 0          | 5           | 0          | 1         | 0         | 0           | 0          | 34       | 0     | 5           | 0          |
| Moritz Römling          | 0          | 0          | 0           | 0          | 0         | 0         | 0           | 0          | 0        | 0     | 0           | 0          |
| Keven Schlotterbeck     | 27         | 5          | 9           | 0          | 0         | 0         | 0           | 0          | 27       | 5     | 9           | 0          |
| Danilo Soares           | 5          | 0          | 0           | 0          | 0         | 0         | 0           | 0          | 5        | 0     | 0           | 0          |
| Kevin Stöger            | 32         | 7          | 8           | 0          | 1         | 0         | 0           | 0          | 33       | 7     | 8           | 0          |
| Maximilian Wittek       | 21         | 3          | 4           | 0          | 0         | 0         | 0           | 0          | 21       | 3     | 4           | 0          |
| Simon Zoller            | 1          | 0          | 0           | 0          | 1         | 1         | 1           | 0          | 2        | 1     | 1           | 0          |

Stand: 18. Mai 2024

### Bundesliga-Zuschauerzahlen
| Stadion             | Kapazität | Zuschauer | pro Spiel | Aus- lastung | absolvierte Heimspiele | Trikotsponsor | Ärmelsponsor                                             | Ausstatter |
| ------------------- | --------- | --------- | --------- | ------------ | ---------------------- | ------------- | -------------------------------------------------------- | ---------- |
| Ruhrstadion         | 26.000    | 0430.087  | 0025.299  | 097,3 %      | 17 von 17              | Vonovia       | think about IT / Privatbrauerei Moritz Fiege (DFB-Pokal) | Mizuno     |
| Stand: 12. Mai 2024 |           |           |           |              |                        |               |                                                          |            |